# ITT-OTT
Az ITT-OTT egy az Amerikai Egyesült Államokban megjelenő jórészt magyar, kisebb részben angol nyelvű folyóirat, melyet 1967-ben alapított Éltető Lajos és Ludányi András.
Kezdetben kézzel sokszorosították példányokat küldtek szét Amerika-szerte, később nyomtatott formában évente kétszer jelent meg a folyóirat. Jelenleg évente egy alkalommal évkönyv formájában publikálják, s létezik világhálós változata is.
Az ITT-OTT olvasóköréből jött létre a Magyar Baráti Közösség nevű szervezet.